# フランコ・サネラット
フランコ・サラネット・テジェス (Franco Zanelatto Téllez , 2000年5月9日 - )はパラグアイ・アスンシオン出身、ペルー・リマ育ちのサッカー選手。ギリシャ・スーパーリーグのOFIクレタに所属している。ポジションはFW。

## 来歴

### 生い立ち
2000年にウルグアイ人の父とパラグアイ人の母との間に、パラグアイの首都アスンシオンで生まれ、リマで育つ。

### クラブ経歴

#### ウニベルシダ・サン・マルティン
2019年にウニベルシダ・サン・マルティンと契約。2月19日のウニベルシダ・テクニカ・デ・カハマルカ戦でプロデビュー。

#### アリアンサ・アトレティコ
2022年、アリアンサ・アトレティコと契約。同年シーズンは7ゴールを決めた。

#### アリアンサ・リマ
2023年、アリアンサ・リマに移籍した。

## 代表経歴
2023年10月に2026 FIFAワールドカップ・南米予選に向けてのペルー代表に初招集。17日のアルゼンチン戦で代表戦初出場。2024年にはコパ・アメリカ2024にも出場した。